# 卢桑加机场
卢桑加机场是刚果民主共和国奎卢省的一个已停用的小型机场，原服务附近城镇卢桑加。原本的草坪跑道因有树生长而无法使用。